# Sacred Citadel
Sacred Citadel est un jeu vidéo de type beat them all développé par Southend Interactive et édité par Deep Silver, sorti en 2013 sur Windows, PlayStation 3 et Xbox 360.
Le jeu est un peu à part dans la série Sacred puisque, contrairement à ses prédécesseurs, il ne propose pas un gameplay de type RPG.

## Accueil
- Jeuxvideo.com : 14/20[1]